# Lebădă de vară

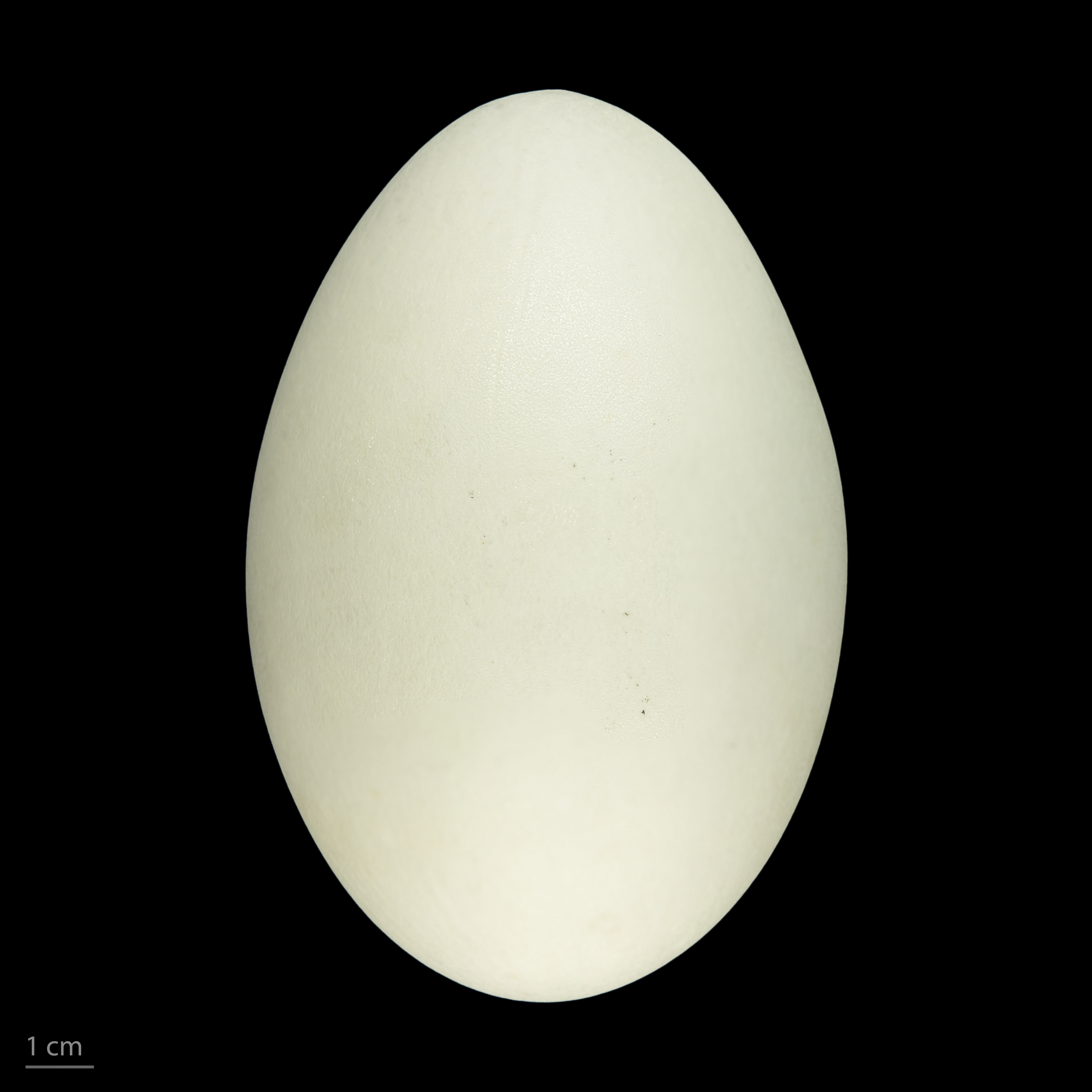
Cygnus olor - MHNT

Lebăda de vară  sau lebăda cucuiată (Cygnus olor) este o pasăre migratoare sau sedentară din ordinul anzeriformelor (Anseriformes), familia anatidelor (Anatidae) cu o talie foarte mare (lungime 125–160 cm, greutate 6,6–15,0 kg) răspândita în mlaștini, bălți, lacuri cu vegetație bogată (stuf, papură etc.) din nordul și centrul Eurasiei, Turcia, Balcani și din America de Nord. Se recunoaște după culoarea albă, gâtul unduit în S când lebăda înoată, ciocul roșu-portocaliu cu un cucui negru pe frunte (la baza ciocului), picioarele negre și obiceiul de a-și arcui aripile deasupra spinării (mai ales masculul). Nu cântă, însă în zbor aripile produc un vâjâit muzical care se aude de departe. Se hrănește cu plante, rădăcini, semințe de ierburi, viermi, insecte, moluște, uneori și pești mici. În România este prezentă în sezonul cald în Delta Dunării, complexul lagunar Razim-Sinoie și unele bălți mari din ținuturile joase; iarna migrează spre sudul Mării Caspice, Delta Nilului și estul Mării Negre ori în preajma bălților neînghețate din interiorul României, unde iernează și unele populații nordice. În Republica Moldova cuibărește într-un număr mic în bălțile din sudul republicii și în unele lacuri din zona centrală.